# وقتی هوا خوبه (مجموعه تلویزیونی)
وقتی هوا خوبه (انگلیسی: When the Weather Is Fine; کره‌ای: 날씨가 좋으면 찾아가겠어요; لاتین‌نویسی اصلاح‌شده: Nalssiga Joeumyeon Chajagagesseoyo) یک مجموعهٔ تلویزیونی کره جنوبی سال ۲۰۲۰ با بازی سو کانگ جون و پارک مین یونگ است. این مجموعه بر پایهٔ رمان سال ۲۰۱۸ با همین نام اثر لی دو وو است و از ۲۴ فوریه تا ۲۱ آوریل ۲۰۲۰ از جی‌تی‌بی‌سی پخش شد.

## خلاصه داستان
پس از یک سری اتفاقات ناگوار، نوازندهٔ ویولنسل موک هه وون (پارک مین یونگ) کار خود را در سئول ترک می‌کند و به دهکدهٔ بوک‌هیون، در استان گانگ‌وون بر می‌گردد، او زمانی که در دبیرستان تحصیل می‌کرد، مدت کوتاهی در آنجا زندگی می‌کرد. در آنجا، او دوباره با همکلاسی سابق و همسایه اش، ایم اون سوب (سو کانگ جون) که اکنون یک کتاب‌فروشی دارد ملاقات می‌کند، مردی که زندگی کاملاً ساده‌ای دارد و توجه موک هه وون را به خود جلب می‌کند. در این زمستان سرد، و تلاش برای رهایی از واقعیت تلخ و ناخوشایند زندگی، هر دو گرما را در یکدیگر می‌یابند و این برای ذوب کردن قلب‌های یخ زدهٔ آنها کافیست.

## بازیگران

### اصلی
- سو کانگ جون در نقش ایم اون سوب/کیم جین هو؛ صاحب کتاب‌فروشی[۵]
  - اوک چان-یو در نقش کودکی جین-هو
- پارک مین یونگ در نقش موک هه وون؛ معلم بیکار ویولنسل[۵]
  - پارک سو کیونگ در نقش کودکی هه وون

## تولید
اولین جلسهٔ فیلمنامه خوانی در اکتبر ۲۰۱۹ در ساختمان جی‌تی‌بی‌سی در سانگام-دونگ، سئول، کره جنوبی برگزار شد.
در ۳ مارس ۲۰۲۰ گزارش شد که این دراما به مدت یک هفته فیلمبرداری متوقف می‌کند تا اقدامات احتیاطی در برابر دنیاگیری کووید-۱۹ انجام دهد. قسمت‌های ۵ و ۶ که در ابتدا قرار بود به ترتیب در ۹ و ۱۰ مارس پخش شوند، در ۱۶ و ۱۷ مارس پخش شدند.